# Shock TV (libro de Oro: Cinefania)
Shock TV es el volumen número ocho de la colección Libro de Oro: Cinefania, autoría del dramaturgo Juan Carlos Moyano y del escritor e investigador Darío Lavia. 

## Publicación
El libro fue presentado en la edición #7 de la comic-Con Argentina, el sábado 27 de mayo de 2017 en la sala Auditorio de Costa Salguero, por Darío Lavia  y Juan Carlos Moyano, junto a panelistas especializados entre los que se destacaron el crítico de cine Claudio Huck, el músico performer Marcelo Pocavida y el artista de efectos visuales Natán Solans. En esa oportunidad hubo lectura de algunos párrafos y la proyección de fragmentos de películas emitidas en la tevé argentina en los ciclos Súper Acción y Viaje a lo Inesperado. 
En 2023 fue publicada la tercera edición del libro, con información actualizada. el arte de la portada estuvo a cargo de Pablo Canadé.

## Temática
El libro es una investigación que desarrolla y amplia las publicaciones del sitio especializado en cine cinemania.com con respecto a como se han desenvuelto los géneros de suspenso y terror en la TV argentina, tanto las producciones locales como las enlatadas.
Desde el nacimiento de la televisión argentina con la primera transmisión de canal 7 el 4 de noviembre de 1951 y hasta los tiempos actuales del siglo XXI la publicación indaga año por año las producciones locales y extranjeras, dando las grillas televisivas de los principales ciclos de cine que se han destacado en la pantalla chica argentina: Cine de súper acción, Cine fantástico, Viaje a lo inesperado, Terror a las 10, Tensión en la noche, acción a las 10, noche de suspenso, Antes que en cine, Antología del terror, Los juegos del terror, El club del miedo (Canal 13), El club del miedo (Space), TNT-Delirium, Bizarro, Rumbo al lado oscuro, Cine bizarro, Cine Zeta, Vade Retro, Terrormanía, Gritos en la noche y más.